# Banjolučka biskupija
Banjolučka biskupija je jedna od četiri teritorijalne jedinice Katoličke Crkve u Bosni i Hercegovini. Osnovana je 5. srpnja 1881. bulom pape Lava XIII. Ex hac augusta. Sjedište joj je u Banjoj Luci. Članica je Biskupske konferencije Bosne i Hercegovine.
Ima 45 župa u šest dekanata koje pastoriziraju dijecezanski svećenici i franjevci, a jednu župu trapisti iz samostana Marije Zvijezde. Katedralna crkva je posvećena sv. Bonaventuri. Veliki potres u Banjoj Luci 1969. je teško oštetio katedralu. Godine 1973. je izgrađena današnja katedrala. 
Iduća velika oštećenja je pretrpjela za vrijeme srpske agresije na Hrvatsku i velikosrpskog pohoda po Bosni i Hercegovini 1990-ih. U isto vrijeme su brojne hrvatske zajednice pretrpjele etnička čišćenja, tako da je ova biskupija izgubila znatan broj svojih vjernika, koji su ubijeni, protjerani, prognani ili izbjegli.

## Povijest
Bosanska krajina (prostorno i populacijski oko tri četvrtine Banjolučke biskupije) područje je sjeverozapadne Bosne, koje se prostorom uglavnom podudara s porječjem rijeka Une, Sane i Vrbasa. Na sjeveru i zapadu graniči s Hrvatskom, kako je utanačeno Svištovskim mirom 1791. godine. To je današnja granica između Hrvatske i Bosne. Istočna i južna granica Bosanske krajine nije uvijek bila stalna, ali se obično uzima granica područnih općina Srpca, Prnjavora, Čelinca, Kotor Varoša, Skender Vakufa i Jajca, pa zamišljenom crtom na Bosansko Grahovo i rijeku Unu te na granicu s Hrvatskom. Ovi se krajevi u povijesnim izvorima nazivaju Donji kraji, a kasnije, sve do u XIX. stoljeće, Turska Hrvatska, tj. dio Hrvatske koji su zauzeli Turci.
Područje današnje Bosanske krajine je u srednjem vijeku pripadalo Hrvatskoj, a bilo je podijeljeno na osam upravnih jedinica – župa. To su: gorička, dubička, sanska, vrbavska, psetska, humska, mrenska i zemljanička. O njima su opsežno raspravljali ugledni povjesničari (Šišić, V. Klaić, Smičiklas i dr.).
Ti su krajevi postupno ulazili u sastav Bosne, odnosno bosanske države. Još u XIV. stoljeću pripadale su gorička, dubička, vrbaska i sanska župa politički Slavoniji, a crkveno zagrebačkoj biskupiji. Zagrebačka biskupija se protezala na jug u granicama u kojima je Slavonija vladala politički. Veći dio vrbaske i sanske župe pripadao je Bosni posljednjih godina vladanja bosanskog kralja Tvrtka, oko 1390., a dubičke desetak godina kasnije. Otada se to područje počelo nazivati Bosnom, odnosno Bosanskom krajinom. Turskom najezdom širi se i područje Bosne na sjeverozapad, kako su padale obrambene crte i utvrde: Jajce i Banja Luka pali su 1528., Bosanska Gradiška 1537., Bosanska Dubica 1538., Bosanski Novi 1557., a Bihać 1592.
Dramatičnom poviješću ovih krajeva nakon pada pod Turke do najnovijeg vremena bavili su se, između ostalih priznatih autora, Lopašić, Batinić, Jelenić, Žorović, Karanović, Kreševljaković, Šestić, Draganović, a posebno Berislav Gavranović.
"Spomenute stare hrvatske župe u Bosanskoj krajini bile su prije turske invazije naseljene isključivo katoličkim stanovništvom, što dokazuje i veliki broj katoličkih župa i crkava, kao i veći broj franjevačkih samostana u njima. Samo na području između Une i Vrbasa bilo je otprilike 40 katoličkih crkava. Svi ovi samostani i župe spadali su crkveno pod zagrebačku, kninsku i krbavsku biskupiju, čija se vlast protezala i na Krajinu". Poznato je da granice crkvenih područja, npr. biskupija, uvijek prate političku podjelu. 

### Crkvena pripadnost
Najveći dio područja o kojemu govorimo pripadao je Zagrebačkoj biskupiji koja je obuhvaćala veći dio današnje sjeverozapadne Bosne. Ona se protezala na istok od Bosanskog Kobaša, rijekom Ukrinom istočno od Prnjavora na jug te, obuhvaćajući i kotorvaroško područje, izlazila na rijeku Vrbas sjeverno od Jajca i, dalje na rijeku Sanu blizu Ključa, a odatle prema sjeverozapadu na rijeku Unu, graničeći s kninskom biskupijom sve do Pećigrada, a zatim sjeverno od Bihaća na granicu s krbavskom biskupijom.
Dragocjen izvor ostavio je gorički arhiđakon Ivan u popisu župa i crkava zagrebačke biskupije iz 1334. godine. Na području današnje banjolučke biskupije koje je tada pripadalo zagrebačkoj biskupiji, bilo je ukupno 48 crkava (i župa) od kojih je većina postojala i godine 1501.
Od toga je bilo:
- 13 crkava u dubičkom distriktu
- 22 crkve u sanskom distriktu
- 13 crkava u vrbaskom distriktu.

Osobito brojne bile su crkve u okolici Bosanske Dubice, Bosanskog Novog te između Prijedora i Sanskog Mosta.
U prijedorskoj okolici bile su crkve u Puharskoj, Hrvaćanima, Vilusima, Blagaju, Japri, Starom Majdanu, Oštroj Luci, Ljubiji, Kozarcu gdje je bilo sjedište sanske župe, a pronađeni su i brojni ostatci drugih srednjovjekovnih crkava.
Bosanska Dubica se kao župa kraljevine Hrvatske spominje 1200. godine. O bujnom vjerskom životu tamošnjih katolika govori i podatak da su tu bili samostani četiriju redova: dominikanskoga, pavlinskoga, templarskoga, a kad je on ukinut, ivanovačkoga.
Na području današnje općine Bosanske Dubice bilo je nekoć osam katoličkih župa. Izvrstan znalac dubičke povijesti Hašim Šerić napisao je: "Ni jedno mjesto u BiH nije imalo u srednjem vijeku toliko katoličkih crkava i samostana kao današnja Bosanska Dubica i njezina okolica".
U Bosanskoj Gradiški i okolici spominju se župe i crkve u samome mjestu, zatim u Prosari, Orubici, u Gornjim Podgradcima, Osiku u Livču polju, Turjaku, itd. Na području današnjeg grada Banje Luke bile su već u XIV. stoljeću tri crkve: sv. Mihovila na Laušu, sv. Elizabete "Na trgu" i sv. Martina u Gornjem Šeheru. Na području današnje gradske župe Pohoda BDM u Banjoj Luci bili su od XIV. do XVI. stoljeća također i franjevački samostani Zvečaj i Greben na Vrbasu (južno od Banje Luke).
U kotorvaroškom kraju zna se za postojanje barem četiriju crkvi.
I u Velikoj Kladuši i okolici bile su vrlo gusto izgrađene katoličke crkve (više od dvadeset) i nekoliko samostana. Osim u samoj Kladuši, bile su crkve i u Pećigradu, Bužimu, Hresnom, Gaju (Mala Kladuša), Kreščici, Čagliću, Čavi i dr.
Na području Zagrebačke biskupije u Bosanskoj krajini bilo je pet franjevačkih samostana: Podnovi, Lijevače, Kamengrad, Zvečaj i Greben (Grebenska kustodija), zatim tri ivanovačka: Dubica, Moštanica (danas je tu manastir pravoslavnih monahinja) i Hresno, dva templarska samostana (Dubica i Hresno) te po jedan pavlinski i dominikanski, danas je to pravoslavni manastir, a na temeljima grebenskoga franjevačkog samostana i crkve danas je pravoslavna crkva u mjestu Krupi na Vrbasu.
Još se uvijek ne zna gdje se nalazio dio župa iz popisa arhiđakona Ivana, spomenutih 1334. godine. Najteže je pronaći točne lokacije upravo u ovim, od Zagreba najudaljenijim krajevima koje su Turaci vrlo rano osvojili, osobito u prnjavorskom kraju u kojem se turskim osvajanjem stanovništvo potpuno izmijenilo, a katolika je gotovo posve nestalo (npr. velika župa Lišnja). Utemeljeno se drži da je na ovim prostorima bilo još katoličkih župa, crkava i samostana (npr. Rastik, Biskupac, Jezdenice, Zvethala, Glaž...) kojima se još ne zna točan položaj.
I u zapadnom dijelu Bosanske krajine koji je pripadao kninskoj biskupiji, Bihać i njegova šira okolica, bilo je prije dolaska Turaka puno župa, crkava i samostana. Čak za pedesetak crkava povjesničari navode sigurne podatke. Franjevačkih je samostana u tom dijelu bilo sedam: Bihać, Bijela Stijena, Bosanska Krupa, Obrovac, Otok na Uni, Ostrovica, Blacs (pokraj Bilaja). Poznati crkveni povjesničar prof. dr. Krunoslav Draganović navodi da je samo na području današnje bihaćke župe bilo prije turske okupacije čak 25 župa Zagrebačke, Kninske i Krbavske biskupije te pet samostana. U samom Bihaću postojao je, uz franjevački, još i dominikanski samostan.
U široj bihaćkoj okolici, u gradu Ostrošcu, bile su do pada grada pod Osmanlije 1577. tri crkve; po dvije crkve bile su u mjestima Zaločju, Krnjeuši i Cazinu. Cazin je više od pola stoljeća bio i sjedište Kninskog biskupa, od pada Knina pod Turke 1522. do pada Cazina 1576. U Cazinu su Osmanlije župnu crkvu pretvorili u džamiju, a isto su učinili u Bihaću, Jezerskom, Mutniku i još nekim mjestima.
U Konobi (Rmanj) spominje se 1386. katolički samostan, vjerojatno benediktinski, koji je kasnije Hasan-paša Predojević predao pravoslavnim kaluđerima. Kao pravoslavni, on se spominje tek u prvim desetljećima XVII. stoljeća.
Uzak pojas sjeverozapadnog dijela Bosanske krajine pripadao je Krbavskoj odnosno Modruškoj biskupiji. Od XIII. do XVI. stoljeća spominju se crkve te biskupije u Šturliću, Tržačkom Gradu, Kerkezovcu, Buniću i Toplici.
Razmjerno malen dio današnje Banjolučke biskupije pripadao je Bosanskoj biskupiji: od Jajca do iza Ključa te kotorvaroške Vrhovine.
Splitskoj nadbiskupiji pripadao je južni dio Banjolučke biskupije Livno i Glamoč. U Bistričkom gradu kod Livna još 1400. god. postoji kaptol kao "locus credibilis", "vjerodostojno mjesto za pohranu vrijednih dokumenata".

### Stalna stradanja katolika
Stradanja, iseljavanje i drastično opadanje broja katolika Gavranović, poput drugih povjesničara (Smičiklas, Mandić, Klaić i dr.) objašnjava tako "da je u Krajini prije turske invazije stanovništvo bilo hrvatsko i katoličko... Prije turske invazije nije bilo u njoj pravoslavnog elementa. Da ga je bilo, spominjala bi se koja crkva ili manastir. Dr. Ćiro Truhelka piše da i u prvim desetljećima osmanlijske invazije u Bosni između Drine, Neretve i Save nema ni traga bilo kojoj crkvi istočnog obreda, niti se u ispravama spominje koji kaluđer, pop ili vladika" Slično tvrdi akademik dr. Vaso Čubrilović: "Ratna su pustošenja kroz dva-tri vijeka imala veliki utjecaj na etnički i društveni sastav Krajine. Staro hrvatsko, čakavsko stanovništvo između Vrbasa i Kupe gotovo je potpuno iščezlo u ratnim godinama XV. i XVI. v. i na puste se zemlje naseljavaju koncem XV. i XVI. v. Srbi iz Stare Raške, Hercegovine, Crne Gore i istočne Bosne, te muslimani iz cijelog Bosanskog pašaluka."
Više je nepovoljnih čimbenika utjecalo na opadanje broja, pa i nestajanje katolika u ovim krajevima. Uz fizička istrjebljenja, odvođenje u ropstvo i progon u vrijeme osmanskih osvajanja, bilo je to i iseljavanje zbog dugotrajnih ratova i potpune životne ugroženosti. R. Lopašić spominje da je za pada Bihaća "Hasan-paša dao pogubiti više od 2000 kršćana, a 800 djece, zajedno sa zarobljenicima u borbi kod Bresta otpremio u Carigrad".
Također su neizdrživi porezi, te glad, epidemije kuge, kolere i drugih bolesti, koje su bile česte, dodatni uzročnici opadanju broja katolika. Svetoj Stolici daje se podatak 1675. godine, da je "prije godinu dana iselilo iz Bosne 6.000 katoličkih obitelji natjeranih glađu i velikim turskim porezima i dadžbinama".
Dio katoličkog stanovništva prešao je na islam, kako bi sačuvao živote i imovinu. Prijelaz na islam bio je najizraženiji koncem XVI. i u XVII. stoljeću, posebno u Pounju oko Bihaća i Cazina. Bilo je i prijelaza na pravoslavlje, osobito u svezi uvođenja reformiranoga kalendara Grgura XIII., godine 1582. Na području Bosanske krajine takva je pojava zabilježena posebno na području između Banje Luke i Mrkonjić Grada.
Iseljavanje, najčešće nasilno, zadalo je smrtni udarac katoličanstvu ovih krajeva. Nakon pada Bosanske Kostajnice pod Osmanlije 1556. stradalo je u području toga grada i uzvodno uz rijeku Unu do Bosanske Krupe više od 70.000 katolika. Dio ih je odveden u ropstvo, a veći dio je iselio u Austriju i Ugarsku te je još 1580. godine tu bilo oko 40.000 izbjeglica "koji ništa vruće od Boga ne žele, nego repatrijaciju i da žive u svojoj domovini i u onoj vjeri u kojoj su rođeni i kršteni".
Prema izvješću bosanskih biskupa, nestalo je koncem XVII. stoljeća iz Krajine, područja između Une i Sane, Save i njihova neposredna zaleđa, oko 50.000 katolika starosjedilaca.
"Bijeg katolika ponavljao se često u većim ili manjim grupama... Emigranti preko Save živjeli su u veoma teškim prilikama. Njihov teški život ocrtao je u XVII. vijeku fra Luka Ibrišimović sljedećim riječima: U takvom žalosnom stanju žive sadašnji kršćani, da će morati ili postati Vlasi, ili se svoje vjere odreći, ako od kud pomoć ne dođe".
Najmnogobrojnije iseljenje iz cijele Bosne koje je "razmjerno najviše pogodilo Krajinu kao pogranični teritorij prema Austriji" dogodilo se za Bečkog rata (1662. – 1699.), kada se više od 100.000 katolika iselilo u slobodne krajeve Hrvatske, Ugarske i Austrije i uglavnom se nikad više nije vratilo. "Bilo je i župnika koji su izvodili narod u slobodne krajeve. Župnik fra Juro Zgošćanin poveo je iz župe Zablaće kod Ključa 1686. godine u Slavoniju 4.500 katolika". U svojem službenom izvješću Svetoj Stolici biskup bosanski Nikola Ogramić (Olovčić) godine 1672. govori o jedanaest župa s 22.252 katolika na području Bosanske krajine, a vizitator ovih krajeva Vietri nalazi godine 1708. samo dvije župe – Banju Luku i Motike i "nešto raspršenih vjernika". Bosanska krajina je opustjela i ostala gotovo bez katolika, a sve je više jačao muslimanski i pravoslavni element.
"Muslimanski element u Krajini brojčano je pojačavan postepenim turskim osvajanjem, prijelazom katolika na islam i raznim migracijama. Kad su Turci zauzeli opustjele i napuštene gradove, naselili su ih posadama janjičara, a ova su naselja pojačavana bjeguncima iz Dalmacije poslije mletačko-turskih ratova, i iz Like i Ugarske poslije Karlovačkog mira (1699.) te s Korduna poslije Svištovskog mira (1791.). Najviše se muslimana naselilo u Krajinu iza 1683. godine bježeći iz Hrvatske, Slavonije, Ugarske te Dalmacije."
"Za vrijeme svoga prodiranja u Bosansku krajinu dovodili su Turci Vlahe i naseljavali ih u opustjele krajeve, a ovi su opet svojim neprestanim kretanjima prouzrokovali daljnje pomicanje stanovništva. Vlasi su rado pristali uz Turke radi veće slobode kretanja i pristupa u turske ratničke organizacije. Pomoću njih osvojili su i držali Turci zapadni i sjeverozapadni dio Bosne".
"Etnički sastav u Bosanskoj krajini, onakav, kakav je uglavnom danas nastao je u toku XVIII. i XIX. vijeka. Činjenica je da danas u mnogim krajevima nekad čisto katoličke Krajine u kojima je prije turske invazije bujao katolicizam s mnogim crkvama i franjevačkim samostanima, nema tako rekuć nijedne katoličke obitelji".
Godine 1735. osnovan je apostolski vikarijat za preostale malobrojne katolike Bosne. On je postojao neobično dugo – čak 146 godina, sve do prestanka osmanske vladavine, odnosno obnove redovite crkvene hijerarhije u Bosni i Hercegovini 1881., kad je osnovana i Banjolučka biskupija. U tom se razdoblju povremeno povećavao broj katoličkog stanovništva, dijelom prirodnim priraštajem, a dijelom i povratkom prije prebjeglog stanovništva sjeverno od rijeke Save i Une. 

### Ponovna uspostava redovite crkvene uprave u Bosni i Hercegovini
Bulom "Ex hac augusta" papa Leon XIII. osnovao je  Vrhbosansku nadbiskupiju sa sjedištem u Sarajevu te biskupije Mostar i Banju Luku, a ostala je netaknuta Trebinjska biskupija koja je povjerena Mostarskom biskupu. Tako je ostalo do danas.
Banjolučkom biskupijom nakon obnove redovite hijerarhije najprije upravlja Bečki nuncij, a od 1883. do 1884. nadbiskup vrhbosanski dr. Josip Stadler, kao apostolski administrator, a zatim 1884. – 1912. godine biskup fra Marijan Marković, kao apostolski administrator, pa prvi rezidencijalni biskup fra Josip Carić 1913. – 1946.; iza njega dr. Smiljan Čekada, skop. biskup, apostolski adminstrator 1946. – 1949.; dr. Dragutin Čelik, biskup 1951. – 1958.; Alfred Pichler 1959. – 1989., te biskup dr. Franjo Komarica, ustoličen za biskupa 15. srpnja 1989. do 8. prosinca 2023.
Kad je Banjolučka biskupija osnovana, imala je 23 župe. Broj vjernika iznosio je npr. 1884. – 36.000, a 1910. već dvostruko više – 73.000. Broj je, dakako, stalno rastao, što prirodnim priraštajem, što doseljavanjem Hrvata, ali i drugih: Poljaka, Nijemaca, Čeha, Talijana. Godine 1937. banjolučka biskupija imala je 129.132 vjernika.

### Banjolučka biskupija u II. svjetskom ratu
Za vrijeme Drugoga svjetskog rata te poslije rata Banjolučka biskupija je katastrofalno stradala. Na tome području nezaštićeno stanovništvo prolazi svoju Golgotu, trpeći neizrecivu patnju, razaranje i krvoproliće. Trećina svih župa, njih 13 posve je ugaslo (Novi Martinac, Rakovac, Devetina, Gumjera, Stara Dubrava, Šibovska, Kunova, Krnjeuša, Bosanski Petrovac, Bosansko Grahovo, Miljevac, Bosanski Novi i Bosanska Kostajnica), još desetak župa se jako smanjilo (npr. Glamoč, Bosanski Aleksandrovac, Nova Topola, Mahovljani, Bosanska Dubica...), a sve ostale su teško stradale. Uz velik, nikad utvrđen broj stradalih vjernika, biskupija je pretrpjela teške rane i gubitkom svećenika. Tijekom rata i nakon rata ubijeni su svećenici: fra Viktor Baltić, Branko Bandić, Krešimir Barišić, msgr. dr. Nikola Bilogrivić, Josip Böckmann, Zvonimir Brekalo, fra Danijel Briševac, fra Miroslav Buzuk, fra Alojzije Čondić, fra Domagoj Čubelić, Josip Čurčić, Ante Dujlović, Juraj Gospodnetić, fra Bono Grebenarević, fra Ognjen Idžotić, fra Marijan Jakovljević, fra Ljudevit Jošić, Josip Kaurinović, Jerko Marijan, fra Ignacije Mamić, fra Borivoj Mioč, fra Vitomir Mišić, Maks Nestor, Petar Peroš, fra Tomislav Petrušić, fra Jaroslav Szitan, fra Alojzije Šandrk, Božo Šimleša, fra Celestin Teklić, fra Luka Tešić, fra Paskval Velić i fra Paško Vidović. Među tim ubijenim svećenicima ima pravih kršćanskih mučenika s oznakama svetosti.

### Banjolučka biskupija tijekom rata u BiH (1992. – 1995.)
Prije rata na području Banjolučke biskupije živjelo je oko 120.000 katolika. U vrijeme rata u Bosni i Hercegovini 1992. do 1995. na području Banjolučke biskupije nije bilo većih ratnih okršaja osim na području nekoliko župa. To se odnosi na župe u kotorvarošoj, jajačkoj i bihaćkoj općini.
Unatoč činjenici da katolici nisu ni za koga predstavljali opasnost, već u listopadu 1991. počinju sustavni progoni. Srpska demokratska stranka proglasila je mobilizaciju u vrijeme kada je JNA već uvelike napadala i razarala Hrvatsku. Biskup Franjo Komarica i svećenici zauzeli su odlučan stav da se ne uzima oružje, jer oružjem se ništa ne rješava. Najveći dio Hrvata – katolika poslušao ih je i odbio je uzeti oružje u ruke.
Neodzivanje na mobilizaciju bio je izgovor onima, koji su na silu prigrabili vlast, da počnu sustavni progon katolika, odnosno da naprave srpsku državu u kojoj neće biti mjesta za Nesrbe. Počinje otpuštanje s posla, istjerivanje iz stanova i kuća, ubijanje civila, odvođenje svećenika i vjernika u logore, ubijanje svećenika i civila, neizdržive radne obveze. Kako je vrijeme odmicalo, brutalnost aktualnih paravlasti bivala je sve jača.
Biskup Komarica je tijekom rata neumorno pisao i slao pozive za zaštitu svojih vjernika, ali i svih drugih progonjenih, održao je stotine susreta s domaćim i stranim političarima, pripadnicima lokalne policije i srpske vojske, sastajao se i s predvodnicima drugih vjerskih zajednica, ustrajno, uz opasnost po vlastiti život posjećivao svoje raspršeno stado. Za vjernike banjolučke biskupije, ali i diljem svijeta postao je simbol nenasilnog otpora i nemirenja s razaranjem i zlom.
Petorica svećenika (Ivan Grgić, Petar Jurendić, Marko Šalić, Filip Lukenda i fra Alojzije Atlija) i jedna časna sestra (Cecilija Grgić) ubijeni su odnosno umrli nakon teških zlostavljanja, a svećenici Ratko Grgić i mr. Tomislav Matanović odvedeni su iz svojih župnih stanova, prvi u lipnju 1992., a drugi u kolovozu 1995., od kada im se gubi svaki trag.
Više svećenika je preživjelo logore, teško fizičko maltretiranje, atentate i sl. Biskup Komarica je bio nekoliko puta maltretiran, sedam i pol mjeseci zatočen u svom domu. Preko 400 katolika civila ubijeno je u svom zavičaju i u svojim domovima.
Najveći dio vjernika na području biskupije ostao je bez svoje imovine i protjeran, poglavito tijekom 1992. i 1993. godine. Na području Banjolučke biskupije koje je pod kontrolom vlasti bosanskih Srba živjelo je 1991. oko 80.000 katolika, a sada tek 6.500.
Ukupno je oštećeno ili uništeno 98% crkava i kapela. Također je uništeno oko 33% drugih crkvenih zgrada, samostana i župnih pastoralnih centara. Dio crkvene nepokretne i pokretno imovine nasilno je otet i još uvijek nije vraćen Biskupiji.
Unatoč svemu proživljenom i preživljenom, zahvaljujem Bogu, jer: "Božji je dar našoj mjesnoj Crkvi što možemo, kao Biskupija, svijetla obraza stati pred sud i crkvene i svjetovne domaće i svjetske javnosti, što nismo željeli niti želimo sukob sa svojim susjedima, niti smo druge na bilo koji način ugrozili ili zakinuli; što iskreno sa svima želimo živjeti u miru".

## Samostani na području biskupije[19]
- Franjevci Bosne srebrene: Gorica – Livno, Jajce, Petrićevac
- Trapisti: Banjaluka
- Franjevke: Jajce, Livno, Bila, Ljubunčić, Podhum
- Sestre klanjateljice Krvi Kristove: Banja Luka, Bihać, Bosanska Gradiška, Glamoč, Nova Topola, Bosanski Aleksandrovac
- Milosrdnice sv. Vinka Paulskog: Banja Luka, Livno
- Misionarke ljubavi (sestre Majke Terezije): Banja Luka
- Služavke malog Isusa: Livno
- Službenice Blažene Djevice Marije: Banja Luka

## Dekanati i župe Banjolučke biskupije[19]

### Banjolučkidekanat
| - župa Banja Luka - župa Barlovci - župa Budžak - župa Ivanjska | - župa Marija Zvijezda - župa Motike - župa Petrićevac - župa Presnače | - župa Šimići - župa Trn - župa Mahovljani |

### Livanjski dekanat
| - župa Bila - župa Čuklić - župa Glamoč - župa Bosansko Grahovo | - župa Livno - župa Lištani - župa Ljubunčić - župa Odžak Ćaić | - župa Podhum - župa Vidoši |

### Jajački dekanat
- župa Jajce
- župa Ključ
- župa Liskovica
- župa Mrkonjić Grad

### Prnjavorski dekanat
| - župa Dragalovci - župa Kotor Varoš - župa Kulaši - župa Prnjavor | - župa Sokoline - župa Vrbanjci |

### Bosansko-Gradiški dekanat
- župa Bosanski Aleksandrovac
- župa Bosanska Gradiška
- župa Dolina
- župa Nova Topola

### Bihaćki dekanat
| - župa Bihać - župa Bosanska Dubica - župa Bosanska Kostajnica - župa Bosanski Novi - župa Prijedor | - župa Ravska - župa Drvar - župa Ljubija - župa Sanski Most - župa Sasina | - župa Stara Rijeka - župa Stratinska - župa Šurkovac |

## Ordinariji Banjolučke biskupije
apostolski upravitelj
      dijecezanski biskup
      pomoćni biskup
| Slika | Ime                           | U službi                                                                          |
| ----- | ----------------------------- | --------------------------------------------------------------------------------- |
|       | Josip Stadler                 | imenovan 18. studenog 1882 – 27. ožujka 1884 razriješen                           |
|       | Marijan Marković, O.F.M.      | imenovan 27. ožujka 1884. – umro 20. lipnja 1912.                                 |
|       | Josip Stjepan Garić, O.F.M.   | imenovan 14. prosinca 1912. – umro 30. lipnja 1946.                               |
|       | Smiljan Franjo Čekada, O.F.M. | imenovan 8. srpnja 1946. – 1951. razriješen                                       |
|       | Dragutin Čelik                | imenovan 15. prosinca 1951. – 11. kolovoza 1958. umro od posljedica premlaćivanja |
|       | Alfred Pichler                | imenovan 22. srpnja 1959. – 15. svibnja 1989. umirovljen                          |
|       | Franjo Komarica               | imenovan 15. svibnja 1989. – 8. prosinca 2023. umirovljen                         |
|       | Marko Semren, O.F.M.          | imenovan 15. srpnja 2010. – 15. srpnja 2024. umirovljen                           |
|       | Željko Majić                  | imenovan 8. prosinca 2023. – trenutačno                                           |

## Vanjske poveznice
- Službena stranica biskupije
- Catholic Hierarchy